# Heinrich Haussler
Heinrich Haussler (født 25. februar 1984) er en australsk tidligere landevejscykelrytter med tyske aner.
Haussler voksede op i den australske by Inverell sammen med sine tyske forældre. I 1999 flyttede han til Tyskland for at prøve lykken som landevejscykelrytter. Han blev professionel i 2005 og viste lovende takter med sin sejr på den 19. etape af Vuelta a España 2005.
I 2007 viste han igen sit store potientale ved at vinde sin første store sprint sejr på 1. etape af Dauphiné Libéré 2007.
I 2009 kørte han fra alle med flere minutter og vandt 13. etape (Vittel – Colmar) af Tour de France 2009